# Hôtel des postes d'Avignon
L'Hôtel des postes d'Avignon est un bâtiment regroupant l'administration centrale des postes à Avignon, dans le Vaucluse, depuis la fin de la seconde guerre mondiale.

## Histoire
La décision de la construction d'un nouvel hôtel des postes à Avignon date des années 1940, sur une parcelle de terrain cédée par la municipalité. Henri Draperi en fait un avant projet. 
Les projets de construction sont repris en novembre 1944, notamment par Eugène Chirié. 

## Descriptif
Dès le départ du projet, le bâtiment est conçu comme un édifice central pour le département,  il regroupe en un seul édifice les services postaux, téléphoniques et télégraphiques ainsi que la direction départementale des PTT et trois appartements (receveur, chef du centre téléphonique et directeur départemental).
La façade principale, orientée sud, fait une centaine de mètres de long. 
La salle des guichets est décorée, en 1961-1962, par Pierre Ambroggiani, s'inspirant de l'Histoire d'Avignon et du Comtat Venaissin.